# James E. Talmage
James Edward Talmage (21 de septiembre de 1862- 27 de julio de 1933) fue un miembro del Quórum de los Doce Apóstoles de La Iglesia de Jesucristo de los Santos de los Últimos Días (Iglesia SUD) desde 1911 Hasta su fallecimiento en 1933.

## Primeros años
Talmage Creció en Hungerford, Inglaterra. Fue bautizado en La Iglesia de Jesucristo de los Santos de los Últimos Días a la edad de 10 años el 15 de junio de 1873. Se mudó con su familia a Provo Utah en 1877. En Provo cursó sus Estudios básicos en La Academia Brigham Young, siendo uno de sus profesores Karl G. Maeser. Se graduó en 1880.
En 1881 Talmage recibió su diploma colegial del departamento de ciencias de la Academia Brigham Young, el primer diploma en ser publicado.
Su temprana predilección por las ciencias hace que en 1882-1883 tome los cursos de Química y Geología en las universidades de Lehigh, y Bethlehem en Pensilvania.
Como era un estudiante especial y no era candidato para un grado, durante su año sencillo pasó todas sus pruebas de Cuatro años en uno y después se graduó; y en 1883-1884 se comprometió en trabajos avanzados en la universidad Johns Hopkins, Baltimore, Maryland.

## Familia
Talmage se casó con Mary May Booth el 14 de junio de 1888 a la edad de 26 años. Uno de sus hijos fue John Talmage quien escribió la biografía de su padre. Su otro hijo Sterling B. Talmage (1889-1956), siguió el ejemplo de su padre y se convirtió en geólogo.

## Carrera académica
Talmage fue elegido como miembro vitalicio en muchas academias y miembro de la Sociedad Real de Microscopia (Royal Microscopical Society) (Londres), miembro de la Academia Royal Escocesa de Geografía (Royal Scottish Geographical Society) (Edimburgo), miembro de la Sociedad de Geología (Geological Society) (Londres), miembro de la Sociedad Geológica de América (Geological Society of America), miembro de la Sociedad Royal de Edimburgo (Royal Society of Edinburgh), asociado de la Sociedad Filosófica de Gran Bretaña (Philosophical Society of Great Britain), y miembro de la Asociación Americana para el Avance de la Ciencia (American Association for the Advancement of Science). En 1897, el élder Talmage fue a una conferencia de geografía en Rusia, auspiciado por la Sociedad Escocesa de Geografía (ScottishGeographical Society) y, luego, desde ahí, viajó a una expedición geológica que cruzaba las Montañas de Ural.
Enseñó ciencias en la Academia Brigham Young. Primero, empezó enseñando en la Academia Brigham Young cuando todavía tenía diecisiete años. Continuó enseñando allí después de haber seguido estudios avanzados en el este de Estados Unidos. Prestó servicios como rector de la Universidad de Utah desde 1894-1897.[1] De 1897 hasta 1907, el élder Talmage prestó servicios como catedrático de geología en la Universidad de Utah. Desde 1907 hasta su llamamiento como apóstol en 1913, trabajó como asesor geológico a tiempo completo. 
En 1909, Talmage prestaba sus servicios como director en el Museo de Deseret. Fue a Detroit en noviembre de ese mismo año para participar en excavaciones relacionadas con las reliquias de Scotford-Soper-Savage que incluían el hallazgo de supuestas reliquias antiguas en gran parte de Míchigan.ref>Richard B. Stamps, "Tools Leave Marks: Material Analysis of the Scotford-Soper-Savage Michigan Relics", BYU Studies, vol. 40 (2001) no. 3, p. 212.</ref> Talmage seguiría denunciando estos hallazgos como falsificación en septiembre de 1911 en la edición del boletín Deseret Museum en un artículo titulado "Las reliquias de Michigan: Una historia de falsificación y decepción". 

## Obras religiosas
Fue el autor de numerosos libros religiosos como Jesús el Cristo, La casa del Señor, La gran apostasía y Los artículos de fe. Estos libros son un esfuerzo por aclarar la doctrina de La Iglesia de Jesucristo de los Santos de los últimos días y aún son muy leídos por los miembros de esta. 
En 1911, la Primera Presidencia de la Iglesia se escandalizó al enterarse de que un fotógrafo había obtenido acceso no autorizado al Templo de Lago Salado y había tomado numerosas fotografías del interior. Estaba guardando esas fotografías para pedir una recompensa de 100,000 dólares. Talmage sugirió que la Primera Presidencia encargara que se tome sus propias fotografías del templo. Joseph F. Smith, presidente de la Iglesia en aquel momento, entonces sugirió que Talmage escribiera un tratado sobre el tema del templo para acompañar la publicación de las fotografías. Esto se llevó a cabo y poco tiempo después se publicó el libro titulado "La casa del Señor" en 1912.

## Participación política
Mientras vivía en Provo y enseñaba en BYU, sirvió como miembro del Consejo de la Ciudad de Provo y después como juez de paz. Talmage fue a Washington D. C. para testificar en las Audiencias de Smoot.

## Cargos religiosos
En 1884 se le convocó como miembro suplente del Sumo Consejo de la Estaca de Utah. En ese momento, la Estaca de Utah comprendía todo el Condado de Utah. Convocado como miembro del Quórum de los Doce Apóstoles en 1911, desde 1924 a 1928 sirvió como presidente de la Misión Europea, con sede en Gran Bretaña. Supervisaba directamente la obra misional en Gran Bretaña y también inspeccionaba las actividades de los presidentes de la misión en las otras misiones en Europa.[1] 
Murió en 1933.

## Honores
Los Pabellones de Matemáticas y Ciencias de la Computación en la Universidad Brigham Young llevan el nombre de Talmage. También hay un pabellón en el campus de la Universidad de Utah que lleva su nombre.

## Obras publicadas (algunas de ellas, en español)
- El primer libro de naturaleza (1888)
- La ciencia doméstica, un libro para uso en escuelas y lectura general (1891) en línea 1892 segunda edición.
- Tablas para determinación de minerales en cerbatanas (1898)
- Los Artículos de fe: Una serie de lecturas sobre las doctrinas principales de la Iglesia de Jesucristo de los Santos de los Últimos Días (1899).
- El gran Lago Salado, Presente and Pasado (1900)
- La gran apostasía: Considerada a la luz de historia bíblica y secular (1909)
- La historia del mormonismo (1910) (séptima edición de 1920, en línea)
- La casa del Señor (1912)
- La filosofía del mormonismo (1914)
- Jesús el Cristo: Un estudio del Mesías y su misión de acuerdo con las Santas Escrituras, antiguas así como modernas (1915)
- Revelaciones de los Últimos Días: Selecciones del libro Doctrina y Covenios de la Iglesia de Jesucristo de los Santos de los Últimos Días, Deseret Book Company (1915)
- La vitalidad del mormonismo, Deseret Book Company (1919) en Internet
- Domingo en la noche habla por la radio (1930)
- Las parábolas de James E. Talmage, comp. Albert L. Zobell, Jr. Deseret Book Company (1973)
- Lo esencial James E. Talmage, Libros de firma, Ciudad Lago Sagrado, 1997, ISBN 1-56085-018-3